# Ludwik Oli
Ludwik OIi, także Luzer Olej (ur. 17 grudnia 1898 w Łodzi, zm. w 1943 we Lwowie) – polski architekt, członek oraz sekretarz (od 1936) Oddziału Stowarzyszenie Architektów Polskich w Łodzi, absolwent École spéciale d'architecture w Paryżu.

## Życiorys
Współwłaściciel biura architektonicznego „I. Gutman, L. Oli – Architekci” w latach 1935-1939, które prowadził w Łodzi wraz z Ignacym Gutmanem, najpierw przy ul. Piotrkowskiej 62, a następnie w kamienicy przy ul. Gdańskiej 98, do której stworzyli plan architektoniczny. Pod tym adresem mieszkał również sam Ludwik Oli. 
Jest współautorem projektu Stadionu Szczęśliwickiego (wraz z Mieczysławem Łęczyckim), którego realizację rozpoczęto w 1926. Obiekt miał miał mieć 13 tys. miejsc siedzących i 27 tys. miejsc stojących, lecz w 1928 zaniechano budowy
Autor fotomontaży publikowanych w czasopiśmie „Dźwignia” w tym związanych z aresztowaniem Witolda Wandurskiego i likwidacją prowadzonej przez niego Sceny Robotniczej.
Był reprezentantem Polski na Letnich Igrzysk Olimpijskich w 1928, w których wraz z Mieczysławem Łęczyckim wziął udział w Olimpijskim Konkursie Sztuki i Literatury 1928, zgłaszając projekt stadionu Szczęśliwickiego do uczestnictwa w zawodach. W konkursie wzięło udział 66 architektów i firm architektonicznych, nadsyłając łącznie 81 prac. Uczestnicy mogli nadsyłać zarówno rysunki, akwarele, fotografie jak i projekty budowlane.
Rozstrzelany we Lwowie w 1943.

## Realizacje
Jest autorem projektów budynków takich jak:
- Kamienica Tomaszowskiej Fabryki Sztucznego Jedwabiu, ul. Piotrkowska 203/205 w Łodzi – współautor Ignacy Gutman (1937-38)[1].
- Kamienica, przy ul. Żwirki 1c i 1d w Łodzi – współautor Ignacy Gutman (1936)[10].
- Kamienica przy ul. Gdańskiej 98 w Łodzi – współautor Ignacy Gutman (1936)[3].

## Konkursy
- I nagroda na projekt architektonicznego stadionu na forcie Szczęśliwickim – współautor Mieczysław Łęczycki (1927)[1].